# ایلهورن
ایلهورن (به لاتین: Illhorn) یک کوه در سوئیس است که در کانتون وله واقع شده‌است. ایلهورن ۲٬۷۱۷ متر بالاتر از سطح دریا واقع شده‌است.